# Aplocera christophi
Aplocera christophi är en fjärilsart som beskrevs av Louis Beethoven Prout 1937. Aplocera christophi ingår i släktet Aplocera och familjen mätare. Inga underarter finns listade i Catalogue of Life.